# Henk Schouten
Henk Schouten (ur. 16 kwietnia 1932 w Rotterdamie, zm. 18 kwietnia 2018 tamże) – holenderski piłkarz, pomocnik. Karierę piłkarską rozpoczął w klubie SBV Excelsior, jednak najlepszy okres jego kariery przypadł na lata 1955–1963, kiedy grał w Feyenoordzie, łącznie zagrał tam 194 mecze strzelając 125 bramek. W reprezentacji Holandii rozegrał dwa mecze.

## Sukcesy
- 1960–61: Zwycięzca Eredivisie z Feyenoordem
- 1961–62: Zwycięzca Eredivisie z Feyenoordem